# ジーン・バリー
ジーン・バリー（Gene Barry, 1919年6月14日 - 2009年12月9日）は、アメリカ合衆国の俳優。ニューヨーク出身。本名Eugene Klass。

## 略歴

### キャリア
ユダヤ系の家庭に生まれる。祖父母はロシアからの移民であった。20代前半から本格的に俳優としてスタートしたが、主役級の俳優として認められたのは30歳過ぎと遅咲きだった。その安定感ある存在を買われ、医師役や刑事役、探偵役、学者役と知的なイメージが先行する職業の役に多くキャスティングされる。ハンサムなルックスから「第二のクラーク・ゲーブル」の異名をとった。
1953年の古典的なSF映画『宇宙戦争』に主演。余すところなく持ち味を発揮、作品もヒットし当たり役となった。後年、テレビシリーズで新シリーズが作られ、バリーは出演はしなかったものの、続く2005年の同名リメイク『宇宙戦争』（トム・クルーズ主演作）においては特別出演的な扱いでカメオ出演した。
1957年製作の西部劇テレビドラマ『バット・マスターソン』が1959年開局したばかりの日本教育テレビ（現在のテレビ朝日）で夜7時から放映され、この局の数少ないヒット番組となった。アクの強い伊達男というバリーの個性はこの番組によって印象付けられた。
1960年代は多くのテレビドラマに出演。『バークにまかせろ』（1963年）シリーズでは、お気楽でコミカルなバーク所長役を演じる。そして1994年から1995年まで新シリーズが復活、ライフワークとして定着した。
ピーター・フォーク主演の大ヒットシリーズ『刑事コロンボ』では「殺人処方箋」というエピソードで緻密な完全犯罪を目論む高名な精神科医を演じ、コロンボと対決。パイロット版であるためシリーズには数えないが、このエピソードが、事実上コロンボシリーズの第1作目となる。
1968年には『イスタンブール特急』に主演。その後も1980年代まではテレビ、映画両方で活躍し、健在ぶりを見せていた。
最もボンドに近く、そして実現しなかった俳優とも呼ばれ、かねてから「007」ことジェームズ・ボンド役の候補者として常に名前が挙がった人物としても有名であった。ショーン・コネリーと役を争い、そして3代目のボンド役をかけて再び白羽の矢が立ったものの、結局ロジャー・ムーアに敗れた。
日本では若山弦蔵が吹き替えを担当することが殆どだが、こうした逸話を意識したオマージュなのかは不明である。
2009年に入所していた高齢者福祉施設で死去した。

### 名前
芸名の「ジーン・バリー」は、俳優ジョン・バリモアに敬意を表してつけられた。

### 私生活
バリーは1944年に舞台女優として活躍していたBetty Claire Kalbと結婚し、彼女が死去する2003年まで約58年間夫婦であり続け3人の子供を授かった。

## 主な出演作

### 映画
| 公開年 | 邦題 原題                                                                  | 役名                         | 備考       |
| ------ | -------------------------------------------------------------------------- | ---------------------------- | ---------- |
| 1953   | 宇宙戦争 The War of the Worlds                                             | クレイトン・フォレスター博士 |            |
| 1953   | 四人姉妹 Those Redheads from Seattle                                       | ジョニー・キスコ             |            |
| 1954   | 北海の男 Alaska Seas                                                       | ヴァーン・ウィリアムズ       |            |
| 1955   | 一攫千金を夢見る男 Soldier of Fortune                                      | ルイス・ホイト               |            |
| 1956   | 地獄の翼 Back from Eternity                                                | ジャド・エリス               |            |
| 1957   | 四十挺の拳銃 Forty Guns                                                    | ウェス                       |            |
| 1958   | 死の驀走 Thunder Road                                                      | トロイ・バレット             |            |
| 1968   | 刑事コロンボ 殺人処方箋 Prescription: Murder                               | レイ・フレミング             | テレビ映画 |
| 1968   | イスタンブール特急 Istanbul Express                                        | マイケル・ロンドン           | テレビ映画 |
| 1971   | 遺産相続人 Do You Take This Stranger?                                      | マーレイ・ジャーヴィス       | テレビ映画 |
| 1979   | ガイアナ人民寺院の悲劇 Guyana: Crime of the Century                        | リー・オブライエン議員       |            |
| 1980   | クライ・フォア・ラブ A Cry for Love                                        | ゴードン・ハリス             | テレビ映画 |
| 1987   | 新・弁護士ペリー・メイスン/追憶の影 Perry Mason: The Case of the Lost Love | グレン・ロバートソン         | テレビ映画 |
| 2001   | だって女優ですもの! These Old Broads                                       | スターン氏                   | テレビ映画 |
| 2005   | 宇宙戦争 War of the Worlds                                                 | 祖父                         |            |

### テレビシリーズ
| 放映年    | 邦題 原題                                                    | 役名                 | 備考                                        |
| --------- | ------------------------------------------------------------ | -------------------- | ------------------------------------------- |
| 1958-1961 | バット・マスターソン Bat Masterson                           | バット・マスターソン | 108エピソードに出演                         |
| 1963-1966 | バークにまかせろ Burke's Law                                 | エイモス・バーク     | 81エピソードに出演                          |
| 1968-1971 | ネーム・オブ・ザ・ゲーム The Name of the Game                | グレン・ハワード     | 42エピソードに出演                          |
| 1972-1973 | ザ・アドベンチャー The Adventurer                            | ジーン・ブラッドレー | 26エピソードに出演                          |
| 1977      | 地上最強の美女たち!チャーリーズ・エンジェル Charlie's Angels | フランク・ジェイソン | 第2シーズン第12話「転落！呪われたスタジオ」 |
| 1979-1981 | ファンタジー・アイランド Fantasy Island                      |                      | 3エピソードに出演                           |
| 1987      | トワイライト・ゾーン The Twilight Zone                       | Prince of Darkness   | 1エピソードに出演                           |
| 1989      | ジェシカおばさんの事件簿 Murder, She Wrote                   | ハリー・レイナード   | 第6シーズン第9話「嵐の中の遺言状」          |
| 1994-1995 | 新・バークにまかせろ Burke's Law                             | エイモス・バーク     | 27エピソードに出演                          |